# UFC 92
UFC 92: The Ultimate 2008 è stato un evento di arti marziali miste tenuto dalla Ultimate Fighting Championship il 27 dicembre 2008 all'MGM Grand Garden Arena di Las Vegas, Stati Uniti d'America.

## Retroscena
Antoni Hardonk avrebbe dovuto affrontare Mark Burch, ma questo fu indisponibile e venne sostituito da Mike Wessel.
È tra gli eventi UFC ad aver venduto più di un milione di pay per view.

## Risultati

### Card preliminare
- Incontro categoria Pesi Massimi:  Dan Evensen contro  Pat Barry

Barry sconfisse Evensen per KO Tecnico (calci alle gambe) a 2:36 del primo round.
- Incontro categoria Pesi Welter:  Ryo Chonan contro  Brad Blackburn

Blackburn sconfisse Chonan per decisione unanime (29–28, 29–28, 29–28).
- Incontro categoria Pesi Mediomassimi:  Matt Hamill contro  Reese Andy

Hamill sconfisse Andy per KO Tecnico (pugni) a 2:36 del secondo round.
- Incontro categoria Pesi Massimi:  Antoni Hardonk contro  Mike Wessel

Hardonk sconfisse Wessel per KO Tecnico (colpi) a 2:09 del secondo round.
- Incontro categoria Pesi Medi:  Yushin Okami contro  Dean Lister

Okami sconfisse Lister per decisione unanime (30–27, 30–27, 30–27).

### Card principale
- Incontro categoria Pesi Massimi:  Cheick Kongo contro  Mostapha al-Turk

Kongo sconfisse al-Turk per KO Tecnico (colpi) a 4:37 del primo round.
- Incontro categoria Pesi Mediomassimi:  Quinton Jackson contro  Wanderlei Silva

Jackson sconfisse Silva per KO (pugno) a 3:21 del primo round.
- Incontro categoria Pesi Medi:  C.B. Dollaway contro  Mike Massenzio

Dollaway sconfisse Massenzio per KO Tecnico (colpi) a 3:01 del primo round.
- Incontro per il titolo dei Pesi Massimi ad Interim:  Antônio Rodrigo Nogueira (ic) contro  Frank Mir

Mir sconfisse Nogueira per KO Tecnico (pugni) a 1:54 del secondo round e divenne il nuovo campione dei pesi massimi ad interim.
- Incontro per il titolo dei Pesi Mediomassimi:  Forrest Griffin (c) contro  Rashad Evans

Evans sconfisse Griffin per KO Tecnico (pugni) a 2:46 del terzo round e divenne il nuovo campione dei pesi mediomassimi.

## Premi
Ai vincitori sono stati assegnati 60.000$ per i seguenti premi:
- Fight of the Night:  Forrest Griffin (c) contro  Rashad Evans
- Knockout of the Night:  Quinton Jackson
- Submission of the Night: nessuna vittoria per sottomissione